# Australische Cricket-Nationalmannschaft in England in der Saison 2012
Die Tour der australischen Cricket-Nationalmannschaft nach England in der Saison 2012 fand vom 29. Juni bis zum 10. Juli 2012 statt. Die internationale Cricket-Tour war Bestandteil der Internationalen Cricket-Saison 2012 und umfasste fünf ODIs. England gewann die Serie 4–0.

## Vorgeschichte
England spielte zuvor eine Tour gegen die West Indies, für Australien war es die erste Tour der Saison. Die letzte Tour der beiden Mannschaften gegeneinander fand in der Saison 2010/11 in Australien statt.

## Stadien
Die folgenden Stadien wurden für die Tour als Austragungsort vorgesehen und am 28. September 2011 festgelegt.
| Stadion                     | Stadt             | Kapazität | Spiele |
| --------------------------- | ----------------- | --------- | ------ |
| Edgbaston Cricket Ground    | Birmingham        | 24.803    | 3. ODI |
| Emirates Durham             | Chester-le-Street | 17.000    | 4. ODI |
| The Oval                    | London            | 23.500    | 2. ODI |
| Lord’s Cricket Ground       | London            | 30.000    | 1. ODI |
| Old Trafford Cricket Ground | Manchester        | 19.000    | 5. ODI |

## Kaderlisten
Australien benannte seinen Kader am 10. Mai 2012.
England benannte seinen Kader am 25. Juni 2012.
| ODI | ODI |
| England | Australien |
| --- | --- |
| - Alastair Cook (K) - James Anderson - Jonny Bairstow - Ian Bell - Ravi Bopara - Tim Bresnan - Stuart Broad - Jade Dernbach - Steven Finn - Craig Kieswetter (wk) - Eoin Morgan - Samit Patel - Graeme Swann - Jonathan Trott | - Mitchel Clarke (K) - Shane Watson (VK) - George Bailey - Pat Cummins - Xavier Doherty - Peter Forrest - Ben Hilfenhaus - David Hussey - Mitchell Johnson - Brett Lee - Clinton McKay - James Pattinson - Steve Smith - Matthew Wade (wk) - David Warner |

## Tour Match
| 21. Juni Scorecard | Leicester | Australians 241-8 (41/41)                     | – | Leicestershire Foxes 136 (29.4/36) |
|                    |           | Australians gewinnt mit 102 Runs (D/L method) |   |                                    |

| 26. Juni Scorecard | Chelmsford | Australians 313-9 (50)           | – | Essex Eagles 134 (32.4) |
|                    |            | Australians gewinnt mit 179 Runs |   |                         |

### ODI in Irland
| 23. Juni Scorecard | Belfast | Irland 36-3 (10.4) | – | Australien |
|                    |         | No Result          |   |            |

## One-Day Internationals

### Erstes ODI in London
| 29. Juni Scorecard | London (Lord’s) | England 272-5 (50)          | – | Australien 257-9 (50) |
|                    |                 | England gewinnt mit 15 Runs |   |                       |

### Zweites ODI in London
| 1. Juli Scorecard | London (The Oval) | Australien 251-7 (50)         | – | England 252-4 (45.4) |
|                   |                   | England gewinnt mit 6 Wickets |   |                      |

### Drittes ODI in Birmingham
| 4. Juli Scorecard | Birmingham | England  | – | Australien |
|                   |            | Abgesagt |   |            |

### Viertes ODI in Chester-le-Street
| 7. Juli Scorecard | Chester-le-Street | Australien 200-9 (50)         | – | England 201-2 (47.5) |
|                   |                   | England gewinnt mit 8 Wickets |   |                      |

### Fünftes ODI in Manchester
| 10. Juli Scorecard | Manchester | Australien 145-7 (32/32)                   | – | England 138-3 (27.1/29) |
|                    |            | England gewinnt mit 7 Wickets (D/L method) |   |                         |

## Statistiken
Die folgenden Cricketstatistiken wurden bei dieser Tour erzielt.
| ODIs           | ODIs       | ODIs    | ODIs    | ODIs    | ODIs    | ODIs    | ODIs    | ODIs    |
| Batting        | Batting    | Batting | Batting | Batting | Batting | Batting | Batting | Batting |
| Spieler        | Mannschaft | Spiele  | Innings | Runs    | Average | HS      | 100s    | 50s     |
| -------------- | ---------- | ------- | ------- | ------- | ------- | ------- | ------- | ------- |
| Ian Bell       | England    | 4       | 4       | 189     | 47,25   | 75      | 0       | 2       |
| Ravi Bopara    | England    | 4       | 4       | 182     | 91,00   | 82      | 0       | 2       |
| George Bailey  | Australien | 4       | 4       | 149     | 49,66   | 65      | 0       | 1       |
| Alastair Cook  | England    | 4       | 4       | 145     | 36,25   | 58      | 0       | 1       |
| Jonathan Trott | England    | 4       | 4       | 145     | 48,33   | 64*     | 0       | 2       |
| Bowling        |            |         |         |         |         |         |         |         |
| Spieler        | Mannschaft | Spiele  | Overs   | Wickets | Average | BBI     | 5W      | 10W     |
| Steven Finn    | England    | 4       | 35      | 8       | 19,37   | 4/37    | 0       | 0       |
| Tim Bresnan    | England    | 3       | 27      | 6       | 25,00   | 2/46    | 0       | 0       |
| Clint McKay    | Australien | 4       | 36      | 5       | 28,20   | 2/29    | 0       | 0       |
| Ravi Bopara    | England    | 4       | 19      | 4       | 14,25   | 2/8     | 0       | 0       |
| James Anderson | England    | 3       | 24      | 4       | 27,75   | 2/34    | 0       | 0       |

## Auszeichnungen

### Player of the Series
Als Player of the Series wurde der folgende Spieler ausgezeichnet.
| Serie | Player of the Series |
| ----- | -------------------- |
| ODI   | Ian Bell             |

### Player of the Match
Als Player of the Match wurden die folgenden Spieler ausgezeichnet.
| Spiel  | Player of the Match |
| ------ | ------------------- |
| 1. ODI | Eoin Morgan         |
| 2. ODI | Ravi Bopara         |
| 4. ODI | Steven Finn         |
| 5. ODI | Ravi Bopara         |